# Claus Kvist Hansen
Claus Kvist Hansen (født 24. september 1968) er en dansk politiker der var medlem af Folketinget for Dansk Folkeparti indtil juni 2019. Han meldte sig i efteråret 2020 ind i Socialdemokratiet.

## Baggrund
Kvist Hansen er uddannet jurist fra Aarhus. Han er bosiddende i Stensballe i Horsens og med sin samleverske har han to børn.

## Politisk karriere
Kvist Hansen har en politisk baggrund som tidligere medlem af Socialdemokraterne.
I 2007 meldte han sig ind i Dansk Folkeparti efter utilfredshed med Socialdemokraternes EU- og indvandringspolitik.
Kvist Hansen sidder i byrådet for Horsens Kommune.
Han blev valgt ved Folketingsvalget 2015 for Østjyllands Storkreds. Her fik han 1.564 personlige stemmer.
Ordfører for udviklingsbistand (2015) og for social dumping (2016).